# Biscutella pichiana
Biscutella pichiana är en korsblommig växtart som beskrevs av Mauro Raffaelli. Biscutella pichiana ingår i släktet Biscutella och familjen korsblommiga växter.

## Underarter
Arten delas in i följande underarter:
- B. p. ilvensis
- B. p. pichiana